# Марк Вергилий
Марк Вергилий или Виргилий, Вергиний (на латински: Marcus Vergilius; Marcus Virgilius; Verginius) e политик на Римската република през началото на 1 век пр.н.е. Произлиза от фамилията Вергинии. Вероятно е брат на Тит Ауфидий (квестор 84 пр.н.е.).
През 87 пр.н.е. той е народен трибун заедно с Марк Марий Грацидиан, Публий Магий, Секст Луцилий и Гай Милоний. Тази година консули са Луций Корнелий Цина и Гай Марий. На мястото на умрелия Марий е избран за суфектконсул Луций Валерий Флак. Заедно с Луций Корнелий Цина и Публий Магий е в опозиция против Луций Корнелий Сула.